# Carausi
Marc Aureli Mauseu Carausi (llatí: Marcus Aurelius Mausaeus Carausius) va ser un militar romà d'origen gal que va usurpar tron imperial, declarant-se emperador de Britànnia i el nord de la Gàl·lia l'any 286. Era un home d'origen humil, de la tribu dels menapis, situada entre els rius Escalda i Mosa, a la Gàl·lia Belga.
Maximià Herculi va preparar una força naval a Bolonya de Mar, per atacar amb ella als francs que devastaven les costes de Gàl·lia i fins a Hispània. El comandament de l'exèrcit el va donar a Carausi, que era un bon timoner i distingit soldat. S'havia destacat en la guerra contra els rebels bagaudes l'any 286 i aquest èxit i la seva habilitat per sortir dels ports el van portar al càrrec de comandant de la flota naval amb base al Canal de la Mànega, amb l'ordre d'acabar amb els pirates francs i saxons que devastaven la regió d'Armòrica.
Carausi tenia molta energia però com que després d'assolir el comandament no va tardar a enriquir-se, i això va aixecar les sospites de la gent que pensaven que permetia els saquejos dels francs i altres pirates a canvi d'una part del botí o que els atacava quan tornaven i es quedava amb el que portaven.
Maximià Herculi va ordenar que fos executat, però Carausi se'n va assabentar i va creuar el canal amb la flota, els soldats de la qual l'apreciaven perquè els donava part del botí, i va desembarcar a Britànnia, derrotant a les forces que estaven allí aquarterades i atraient les legions de Britànnia i contingents de mercenaris ansiosos de botí. Llavors es va proclamar emperador. Les seves primeres mesures eren de vigor i prudència. Va construir noves naus i es va aliar a diverses tribus bàrbares i aviat va controlar les mars occidentals.
Maximià va preparar una expedició punitiva contra Britànnia, però va ser derrotat. Un informe enviat a Constanci Clor deia que va ser per culpa d'una tempesta, però diu també que Carausi va obtenir la victòria. Eutropi, un funcionari de l'emperador Arcadi, diu que la victòria de Carausi va ser molt clara. Sembla que Constanci Clor va decidir de reconèixer-lo com august dins l'Imperi. S'han trobat monedes de l'esdeveniment en les quals apareix com a Marc Aureli Valeri o Marc Aureli Mauseu, nom que segurament va agafar Carausi (287) i es diu que era Restitutor Britanniae (Restaurador de Britànnia) i Genius Britanniae (Esprit de Britànnia).
Va governar sense oposició fins al 293 quan Constanci Clor va marxar sobre la Gàl·lia i va ocupar Boulogne després d'un setge i es va preparar per desembarcar a Britànnia. Llavors Carausi va ser assassinat pel seu cap de l'exèrcit Al·lecte que va ocupar el seu lloc. Al·lecte va mantenir el poder durant tres anys, fins que va ser vençut i mort per Juli Asclepiòdot.